# Beker van Haïti
De Beker van Haïti (Coupe d'Haïti) is het belangrijkste bekertoernooi van het land.

## Finales

### Coupe d'Haïti
- 1932 : Union des Sociétés Artibonitiennes
- 1937/38 : AS Capoise (Cap Haïtien)
- 1939 : Violette AC (Port-au-Prince)
- 1941 : RC Haitien
- 1942 : Excelsior Athletic Club
- 1944 : RC Haitien
- 1947 : Hatüey Bacardi Club (Port-au-Prince)
- 1950 : Excelsior Athletic Club
- 1951 : Violette AC (Port-au-Prince)
- 1954 : Victory SC
- 1960 : Aigle Noir AC (Port-au-Prince)
- 1962 : Victory SC

### Coupe Solange Figaro
- 1976 : Tempête FC 1-0 Baltimore SC

### Fraternité Léogâne
- 1988 : Tempête FC 2-1 AS de Carrefour
- 1989 : Tempête FC 1-0 Racing de Gonaïves

### Super Coupe d'Haïti
- 2005 : Tempête FC 2-1 AS Mirebalais

### Coupe Digicel
- 2006